# Braquiación

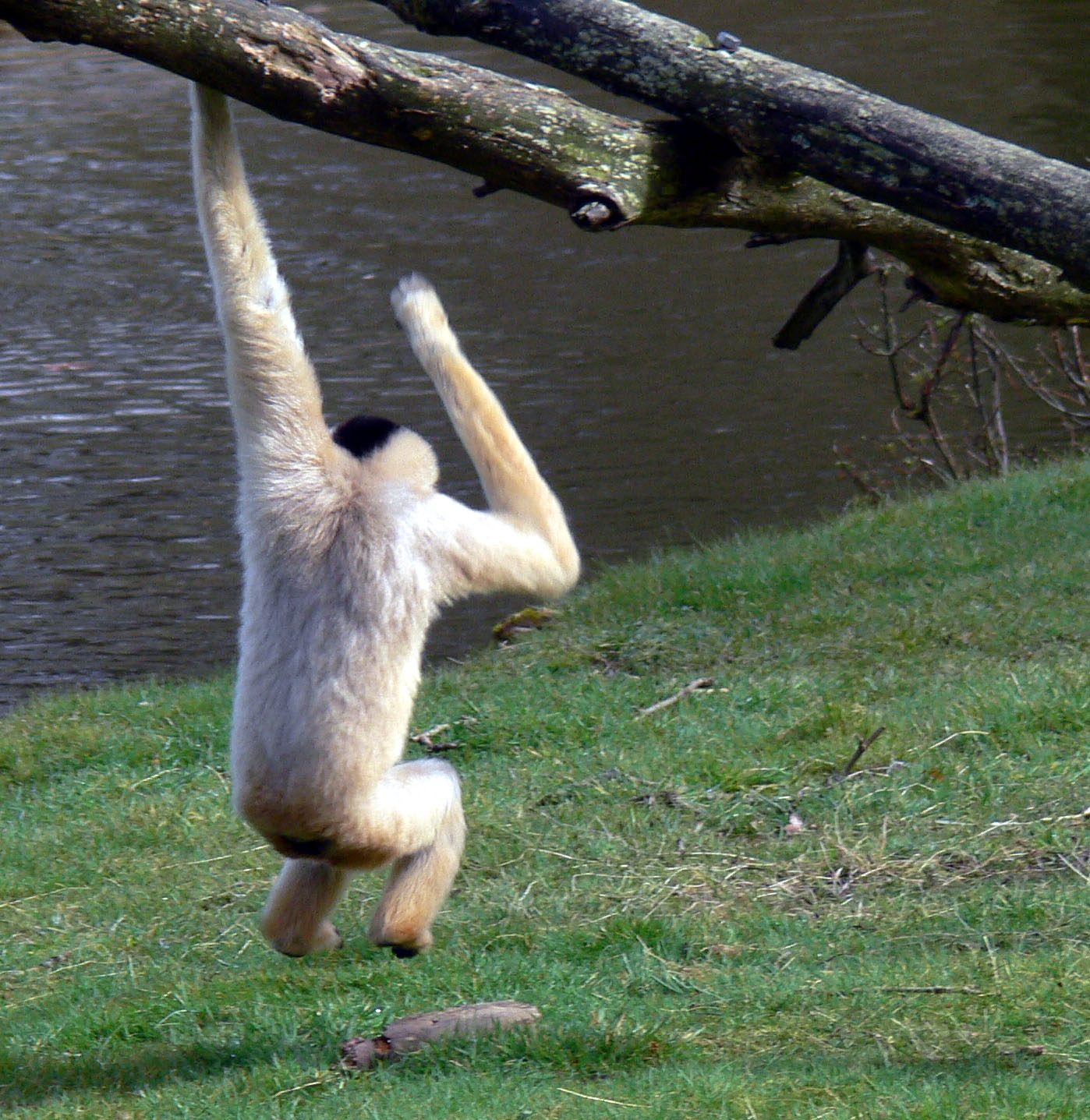
Gibón lar braquiando.

La braquiación (de «brachium», palabra latina para «brazo») es una modalidad de locomoción arbórea en la cual algunos primates se desplazan balanceándose entre las ramas de los árboles, solamente usando sus brazos. Es una de las características que diferencia a los humanos de otros simios, y los obliga a hacer una lista de cambios corporales que han perdurado hasta el día de hoy en muchas especies, aparte de la humana.

## Braquiadores
Los únicos braquiadores verdaderos son los gibones y siamangs. Un gibón puede avanzar tres metros con cada balanceo y realizar saltos de más de nueve metros entre las ramas. El mono araña y los orangutanes son considerados semibraquiadores.

## Rasgos de los braquiadores
Algunos de los rasgos que permiten a los gibones, siamangs, y otros primates la braquiación, comprenden las siguientes: uñas cortas en lugar de garras, curvadas hacia adentro, dedos similares a ganchos, pulgares oponibles, miembros superiores largos, articulaciones de los hombros que rotan libremente, la columna vertebral pasa a ser vertical, el tórax es menos ancho entre el pecho y la espalda y se ensancha de manera lateral.

## Orígenes de la braquiación
La braquiación se origina en África hace unos trece millones de años. 

## Braquiación en humanos

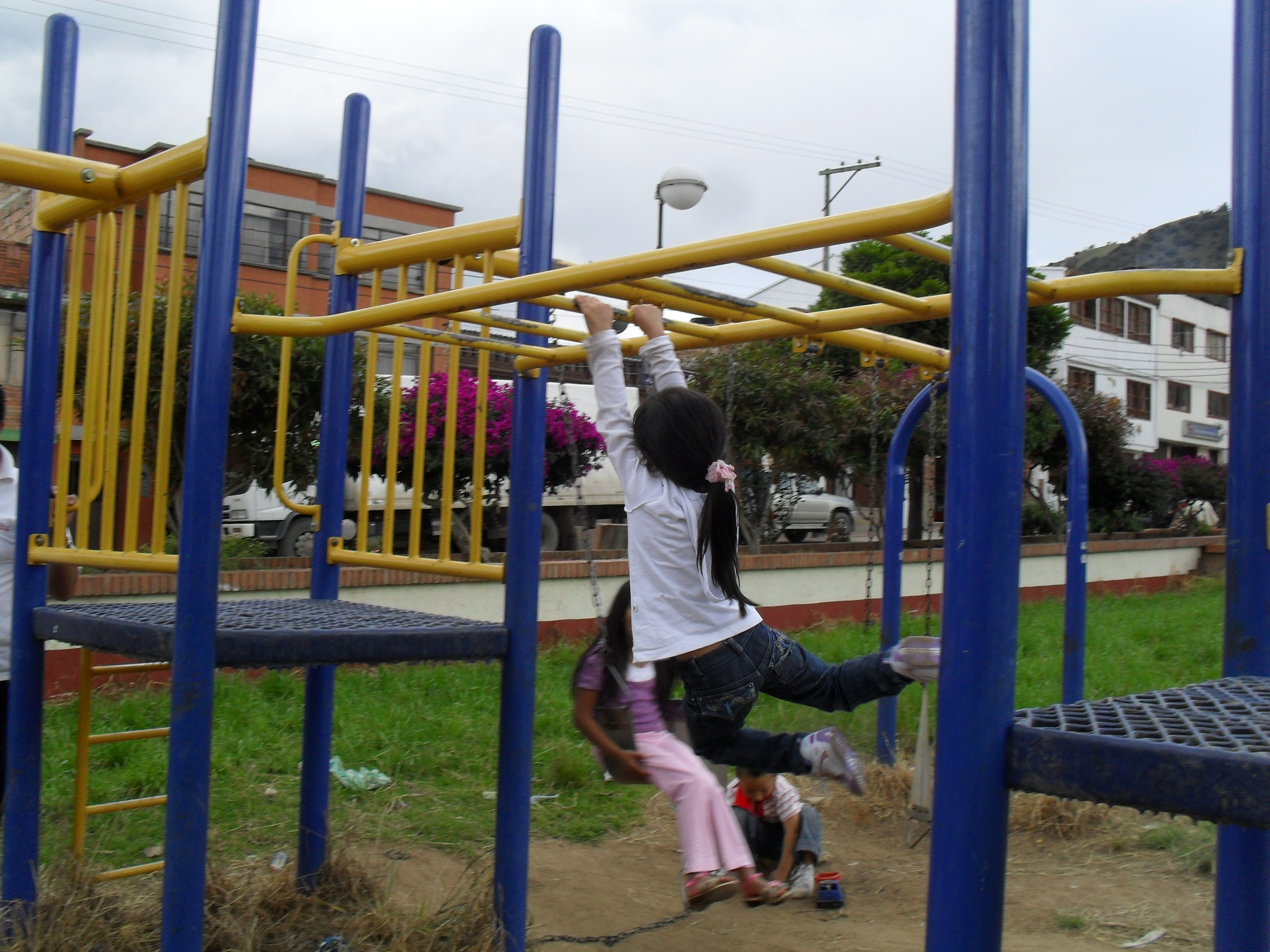
Homo sapiens braquiando.

Los humanos modernos retienen muchas características físicas que sugieren un ancestro proto braquiador, pues siguen teniendo unos hombros flexibles y dedos adecuados para agarrarse a las ramas. Aunque nosotros normalmente no nos desplazamos de este modo, nuestra estructura anatómica lleva a pensar que la braquiación pudo ser una exaptación para el bipedismo. Las personas sanas (o en buena forma) son todavía capaces de braquiar. Algunos parques infantiles tienen aparatos adecuados para que los niños lo practiquen.